# Dennis V. Kent

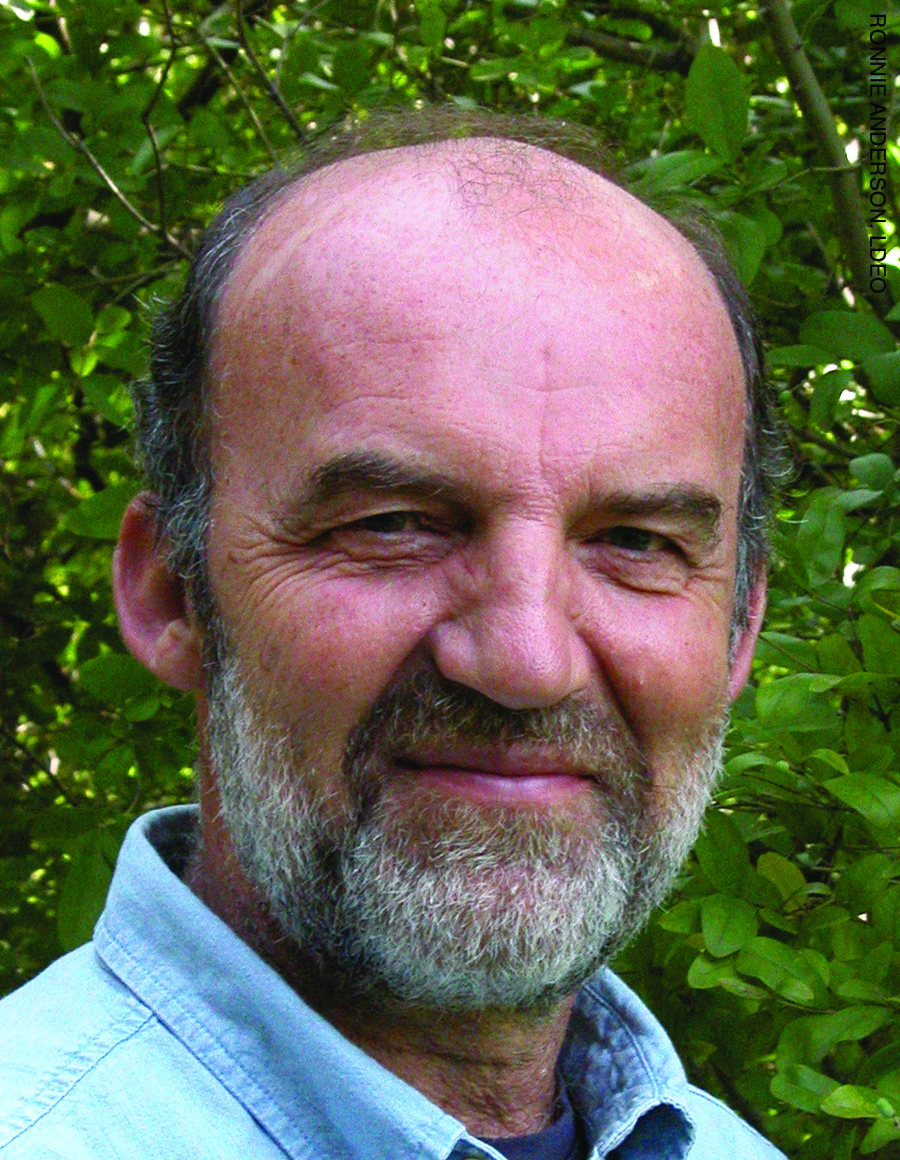
Dennis V. Kent, 2003

Dennis V. Kent (* 4. November 1946 in Prag) ist ein US-amerikanischer Geophysiker (Paläomagnetismus).
Kent kam mit seiner Familie über London 1953 in die USA. Er studierte am City College of New York mit dem Bachelor-Abschluss in Geologie 1968 und wurde 1974 am Lamont-Doherty Geological Observatory der Columbia University promoviert. Er blieb am Lamont-Doherty-Observatorium und wurde 1993 Direktor am nunmehr umbenannten Lamont-Doherty Earth Observatory. 1998 wurde er Professor an der Rutgers University.
Er war zweimal Gastprofessor an der ETH Zürich.
Er untersuchte die Ausrichtung magnetischer Kristalle wie Magnetit in Sedimenten bei ihrer Ablagerung und studierte die sich daraus ergebenen paläomagnetischen Informationen aus Tiefseesedimenten. Aus dem Abgleich der Daten für Umkehr des Erdmagnetfeldes mit den paläomagnetischen Daten aus Basalten ergab sich eine Magnetostratigraphie der letzten 180 Millionen Jahre. Mit Paul E. Olsen erarbeitete er auch eine Magnetostratigraphie aus einem 5000 m langen Bohrkern für Ende Trias/Anfang Jura (rund 30 Millionen Jahre) mit Zuordnung von Klimazyklen, und er untersuchte paläomagnetische Daten aus dem späten Paläozoikum mit Schwerpunkt zentrale und nördliche Appalachen mit Rückschlüssen auf die Lage von Laurentia und anderen damaligen Kontinenten.
Kent war an verschiedenen marinen Expeditionen beteiligt, so 1979 mit der Glomar Challenger. Er war im Komitee für die Joint Oceanographic Institutions for Deep Earth Sampling (JOIDES) und im US Continental Scientific Drilling Program. Er war Präsident der Sektion Paläo- und Geomagnetismus der American Geophysical Union. Er ist Fellow der American Academy of Arts and Sciences  (2012), der American Geophysical Union (1991), der Geological Society of America (1985) und Mitglied der American Academy of Arts and Sciences (2012) und  der National Academy of Sciences (2004).
2003 erhielt er die Arthur L. Day Medal und die Vening-Meinesz-Medaille der Universität Delft und 2009 die William Gilbert Medal. 2005 wurde er Ehrendoktor der Sorbonne. 2006 erhielt er die Petrus Peregrinus Medal der European Geosciences Union und 2010 hielt er die Arduino Lecture an der Universität Padua. Für 2022 wurde Kent die John Adam Fleming Medal der American Geophysical Union zugesprochen.

## Schriften (Auswahl)
- mit J. L. LaBrecque, S. C. Cande: Revised magnetic polarity time scale for Late Cretaceous and Cenozoic time, Geology, Band 5, 1977, S. 330–335
- mit N. J. Shackleton u. a.: Oxygen isotope calibration of the onset of ice-rafting and history of glaciation in the North Atlantic region, Nature, Band 307, 1984, S. 620–623
- mit W. A. Berggren, J. A. Van Couvering: The Neogene: part 2 Neogene geochronology and chronostratigraphy, Geological Society, London, Memoirs 10, 1985, S. 211–260
- mit W. A. Berggren, J. J. Flynn: Jurassic to Paleogene: Part 2 Paleogene geochronology and chronostratigraphy, Geological Society, London, Memoirs 10, 1985, S. 141–195
- mit W. A. Berggren, J. J. Flynn, J. A. Van Couvering: Cenozoic Geochronology, Geological Society of America Bulletin, Band 96, 1985, S. 1407–1418
- mit F. M. Gradstein: A Cretaceous and Jurassic Geochronology, Geological Society of America Bulletin, Band 96, 1985, S. 1419–1427
- mit S. C. Cande: A new geomagnetic polarity time scale for the Late Cretaceous  and Cenozoic, Journal of Geophysical Research: Solid Earth, Band  97, 1992, S. 13917–13951
- mit W. A. Berggren, C. C. Swisher III, M. P. Aubry: A revised Cenozoic geochronology and chronostratigraphy, Special Publications of SEPM, 1995
- mit W. A. Berggren u. a.:Late Neogene chronology: new perspectives in high-resolution stratigraphy, Geological Society of America Bulletin 107, 1995, S. 1272–1287
- mit P. E. Olsen, H. D. Sues, B. Hartline u. a.: Ascent of dinosaurs linked to an iridium anomaly at the Triassic-Jurassic boundary, Science, Band 296, 2002, S. 1305–1307
- mit T. J. Blackburn, P. E. Olsen, S. A. Bowring u. a.: Zircon U-Pb geochronology links the end-Triassic extinction with the Central Atlantic Magmatic Province, Science, Band 340, 2013, S. 941–945